# Backlash 2017
Backlash (2017) was een professioneel worstel-pay-per-view (PPV) en WWE Network evenement dat georganiseerd werd oor WWE voor hun SmackDown brand. Het was de 13e editie van Backlash en vond plaats op 21 mei 2017 in het Allstate Arena in Chicago, Rosemont, Illinois. Dit was het tweede evenement dat gehouden werd in het Allstate Arena sinds 2001.

## Matches
| Nr. | Match | Winnaar(s)                  | Opmerkingen                                                                 | Bron  |
| --- | --- | --------------------------- | --------------------------------------------------------------------------- | ----- |
| 1P  | Tye Dillinger vs. Aiden English                                                                                       | Tye Dillinger               | Eén-op-één match.                                                           | [ 2 ] |
| 2   | Shinsuke Nakamura vs. Dolph Ziggler                                                                                   | Shinsuke Nakamura           | Eén-op-één match.                                                           | [ 2 ] |
| 3   | The Usos (Jimmy & Jey Uso) (c) vs. Breezango (Fandango & Tyler Breeze)                                                | The Usos                    | Tag team match voor het WWE SmackDown Tag Team Championship.                | [ 2 ] |
| 4   | Sami Zayn vs. Baron Corbin                                                                                            | Sami Zayn                   | Eén-op-één match.                                                           | [ 2 ] |
| 5   | The Welcoming Committee (Natalya, Tamina en Carmella) (met James Ellsworth) vs. Becky Lynch, Charlotte Flair en Naomi | Natalya, Tamina en Carmella | 6-Woman Tag Team match. Natalya, Tamina en Carmella wonnen door submission. | [ 2 ] |
| 6   | Kevin Owens (c) vs. AJ Styles                                                                                         | Kevin Owens                 | Eén-op-één match voor het WWE U.S. Championship. Owens won door count out.  | [ 2 ] |
| 7   | Luke Harper vs. Erick Rowan                                                                                           | Luke Harper                 | Eén-op-één match.                                                           | [ 2 ] |
| 8   | Jinder Mahal (met The Singh Brothers) vs. Randy Orton (c)                                                             | Jinder Mahal (nc)           | Eén-op-één match voor het WWE Championship.                                 | [ 2 ] |